# 塘沽区
塘沽区是原中华人民共和国天津市下辖的一个市辖区，现當地为滨海新区的核心区。原塘沽区面积为790.2平方千米，人口为46.2万。

## 历史

塘沽地區的貝殼堤實際採樣

宋庆历八年（公元1048年），黄河改道北移，夺海河河道，在天津附近入海。黄河有惊人的造陆能力，至南宋建炎二年（公元1128年），塘沽陆地逐步形成。
1948年11月中共冀东区党委、冀东行署拟建塘大市，并建立了中共塘大市委员会。1949年1月17日塘沽解放。1949年3月冀东行政区由东北行政委员会划归华北人民政府，因而中共塘大市委员会划归天津市军事管制委员会管辖，改为塘大区。1952年4月21日塘大区改为塘沽区。
20世纪80年代后，塘沽区先后建立了天津经济技术开发区、天津港保税区和国家海洋高新技术开发区。2009年11月9日，塘沽区和汉沽区、大港区合并成为新的市辖区滨海新区。

## 地理
原塘沽区地理坐标为北纬38°44′～39°13′，东经117°30′～117°46，面积为790.2平方千米，人口为46.2万。塘沽地热资源丰富，储量达434.9亿吨，出水温度为65-78℃，“海水”与“温泉”的结合在沿海大城市非常少见。塘沽地区水体资源丰富，有91.16千米长的海岸线，55公里海滩，境内海河长度38千米，水域面积63平方千米。因此，其水产品资源丰富。塘沽滩涂广阔延缓，高潮带盛产蟹类，中潮带是鱼虾蟹贝类自然繁殖区，區內有渤海对虾、梭子蟹，海水养殖业和以海鲜为特色的餐饮业发达。

## 经济
原塘沽区的天津港是中国北方第一大港口，世界第五大港口，也是中国最大的人工港，年吞吐量2.5亿吨。塘沽区聚集了化工、制盐、海洋石油及造船基地等大企业，原塘沽区还有中国最大的盐业基地天津碱厂，还有建于1880年的北洋水师大沽船坞遗址和中国化学工业的摇篮“黄海学社”遗址。

## 文化
原塘沽区拥有全国重点文物保护单位、津门十景之一的大沽口炮台遗址和始建于明朝永乐年间的海门古刹塘沽潮音寺。

## 交通
原塘沽区拥有海河大桥，该桥是世界第三的独塔斜拉桥。2004年3月28日，连接天津市中心和塘沽的天津地铁9号线通车试运营。

## 行政区划
原塘沽区辖11个街道、1个镇：新村街道、解放路街道、三槐路街道、新港街道、向阳街道、杭州道街道、新河街道、大沽街道、北塘街道、渤海石油街道、胡家园街道、新城镇。

## 历史事件

### 塘沽協定
1933年5月31日，中華民國國民政府和日本陸軍在塘沽簽定塘沽協定。